# Morton Gould
Morton Gould (ur. 10 grudnia 1913 w Nowym Jorku, zm. 21 lutego 1996 w Orlando) – amerykański kompozytor, dyrygent, aranżer i pianista.

## Wyróżnienia
Posiada swoją gwiazdę na Hollywoodzkiej Alei Gwiazd. W 1995 otrzymał Nagrodę Pulitzera w dziedzinie muzyki za utwór Stringmusic na orkiestrę